# Nowe Grobice
Nowe Grobice – wieś sołecka w Polsce położona w województwie mazowieckim, w powiecie grójeckim, w gminie Chynów. Miejscowość przy drodze krajowej nr 50 między Górą Kalwarią a Grójcem, ok. 35 km na południe od Warszawy.
W latach 1975–1998 miejscowość administracyjnie należała do województwa radomskiego.